# Barydesmus propinquus
Barydesmus propinquus är en mångfotingart som först beskrevs av Carl 1902.  Barydesmus propinquus ingår i släktet Barydesmus och familjen Platyrhacidae. Inga underarter finns listade i Catalogue of Life.